# Rafinha Bastos
Rafael Bastos Hocsman, conegut com a Rafinha Bastos (Porto Alegre, 5 de desembre del 1976) és un humorista i actor brasiler.